# Layou (rivière)
Pour l’article homonyme, voir Layou.
La rivière Layou est le plus long cours d'eau de l'île de la Dominique.